# Bragança
Bragança je historické město v severovýchodním Portugalsku, hlavní město stejnojmenného distriktu. Nachází se nedaleko hranice se Španělskem. Žije zde asi 35 tisíc lidí.
Město založili již ve 2. století př. n. l. Keltové a dali mu jméno Brigantia. Roku 1446 Alfons V. Portugalský povýšil Bragançu na město. V roce 1770 se stala sídlem diecéze.

## Partnerská města
Město je partnerem těchto měst:
- : Zamora (od roku 1984)
- : Les Pavillons-sous-Bois (1996)
- : Gallicano (Toskánsko) (1997)
- : La Bañeza, Provincie León (2001)
- : Bragança Paulista (2004)
- : León (2006)
- : Água Grande (2008) [2]